# Crosville-sur-Scie
Crosville-sur-Scie – miejscowość i gmina we Francji, w regionie Normandia, w departamencie Sekwana Nadmorska.
Według danych na rok 1990 gminę zamieszkiwało 265 osób, a gęstość zaludnienia wynosiła 75 osób/km² (wśród 1421 gmin Górnej Normandii Crosville-sur-Scie plasuje się na 643. miejscu pod względem liczby ludności, natomiast pod względem powierzchni na miejscu 805.).